# 13 février dans les chemins de fer
13 janvier 13 mars
Chronologies thématiques
- Croisades
- Sports
- Disney

Cette page concerne les événements qui se sont déroulés un 13 février dans les chemins de fer.

## Événements

### XIXesiècle
- 1804 : au pays de Galles, premier essai de la locomotive de Pen-y-Darren, sur la ligne reliant la mine de fer de Pen-y-Darren à la localité d'Abercynon, près de Merthyr Tydfil. Son concepteur est Richard Trevithick[1].
- 1828 : aux États-Unis, charte votée par la Maryland General Assembly approuvant la création de la Baltimore & Susquehanna Railroad, B&S, entre Baltimore et le fleuve Susquehanna.

### XXesiècle
- 1997 : en France : une loi est votée, portant création de Réseau ferré de France (RFF), qui devient propriétaire et gestionnaire du réseau ferré français, et se voit transférer la dette relative au réseau.